# B-17 Flying Fortress: The Mighty 8th
B-17 Flying Fortress: The Mighty 8th est un jeu vidéo de simulation de vol de combat développé par Wayward Design et édité par Hasbro Interactive en 2000 à la suite du jeu de simulateur de vol de 1992 B-17 Flying Fortress. Tommo a acheté les droits de ce jeu et le publie numériquement via sa marque Retroism en 2015.

## Accueil
- GameSpot : 7,8/10[2]
- IGN : 8/10[3]